# Босх-ен-Дейн
Босх-ен-Дейн (нід. Bosch en Duin) — село в нідерландській провінції Утрехт. Входить до муніципалітету Зейст.
Його площа становить 4,58 км², а населення станом на 2021 рік складало 1 720 осіб.
70% житлових будинків у Босх-ен-Дейні коштують понад 1 мільйон євро, що робить село рекордсменом за цим показником, а також населеним пунктом із найбільшою середньою ціною житлової нерухомості у країні.

## Галерея

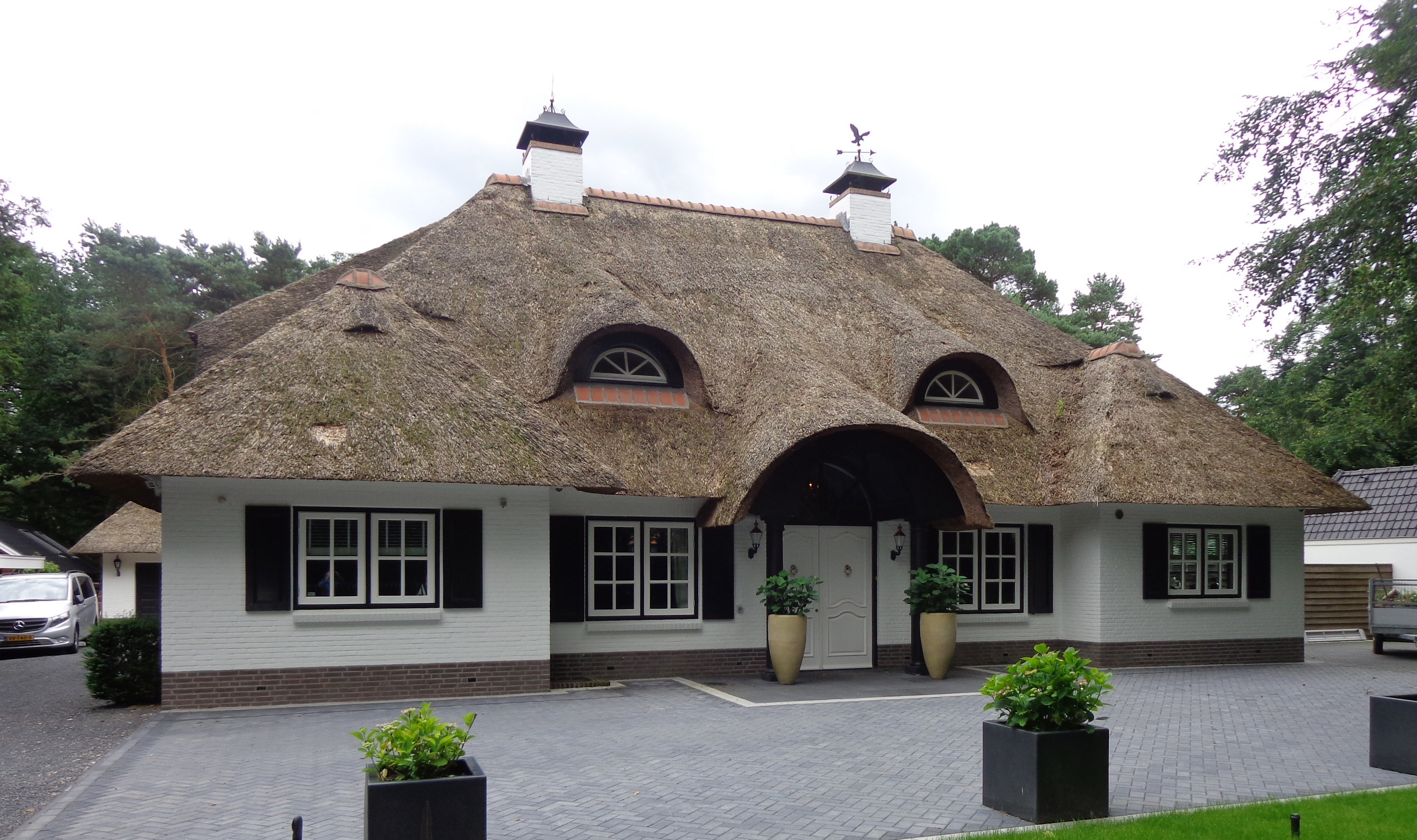
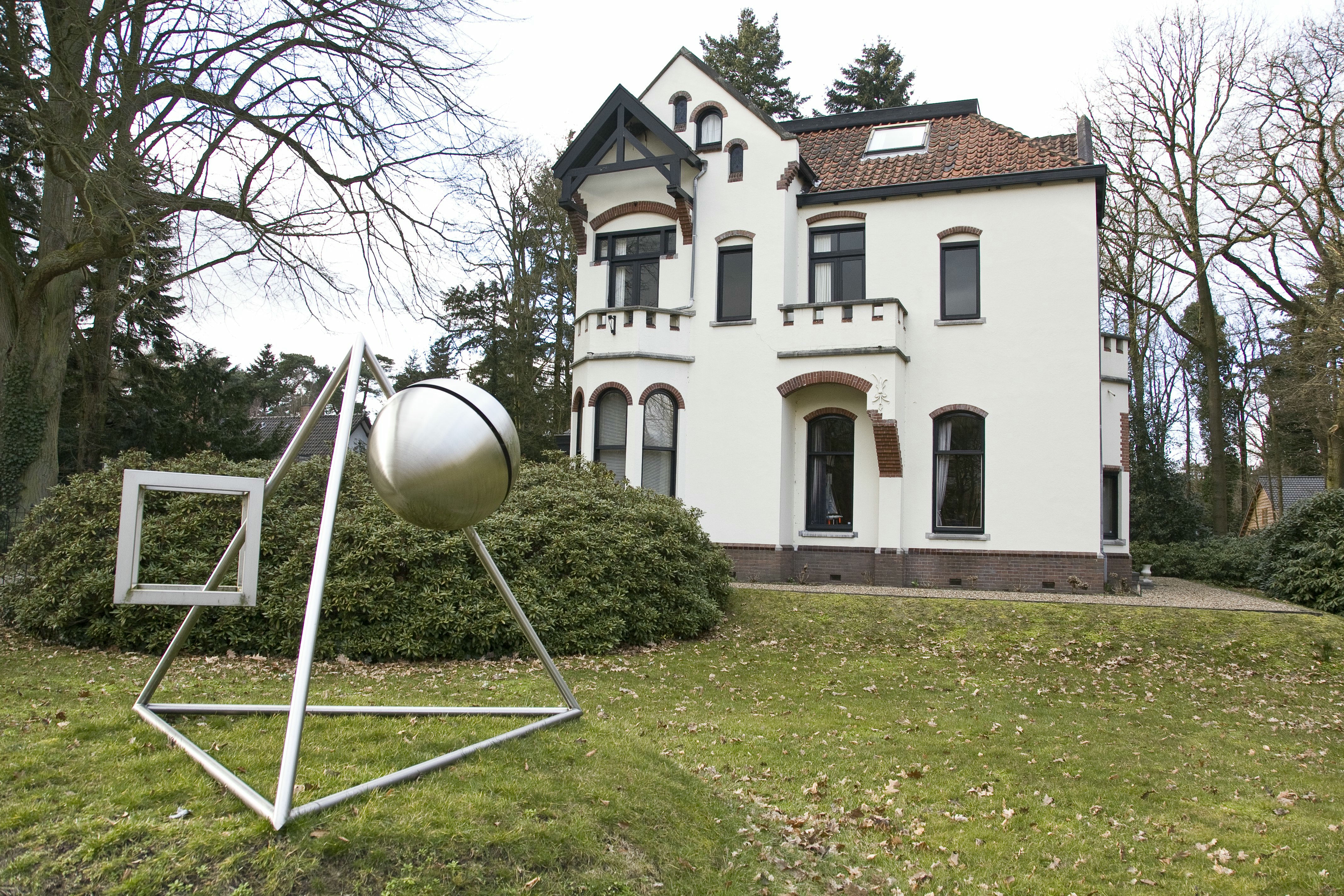
Будинок у селі
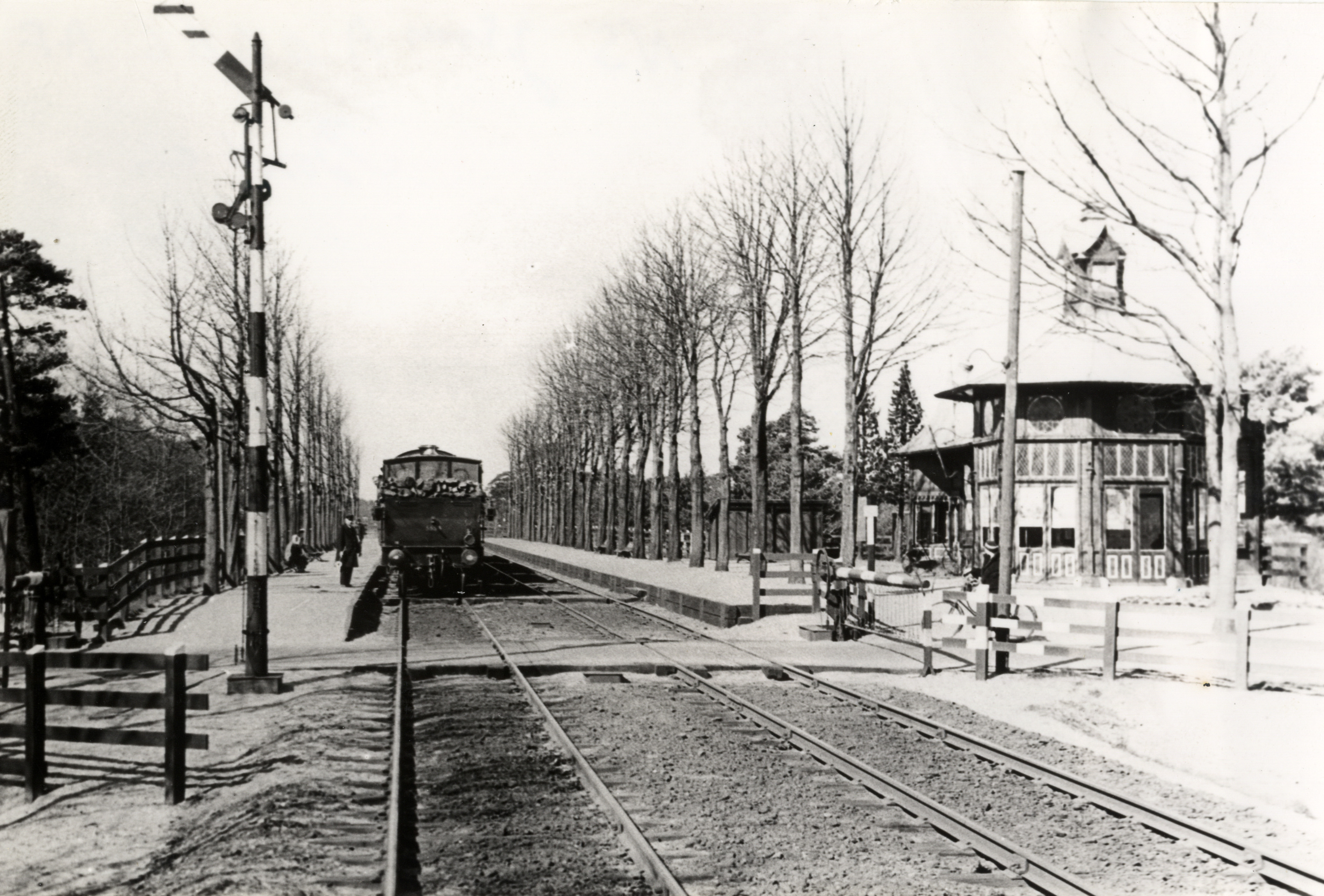
Колишня залізнична станція